# Schloss Arnsdorf (Vierkirchen)

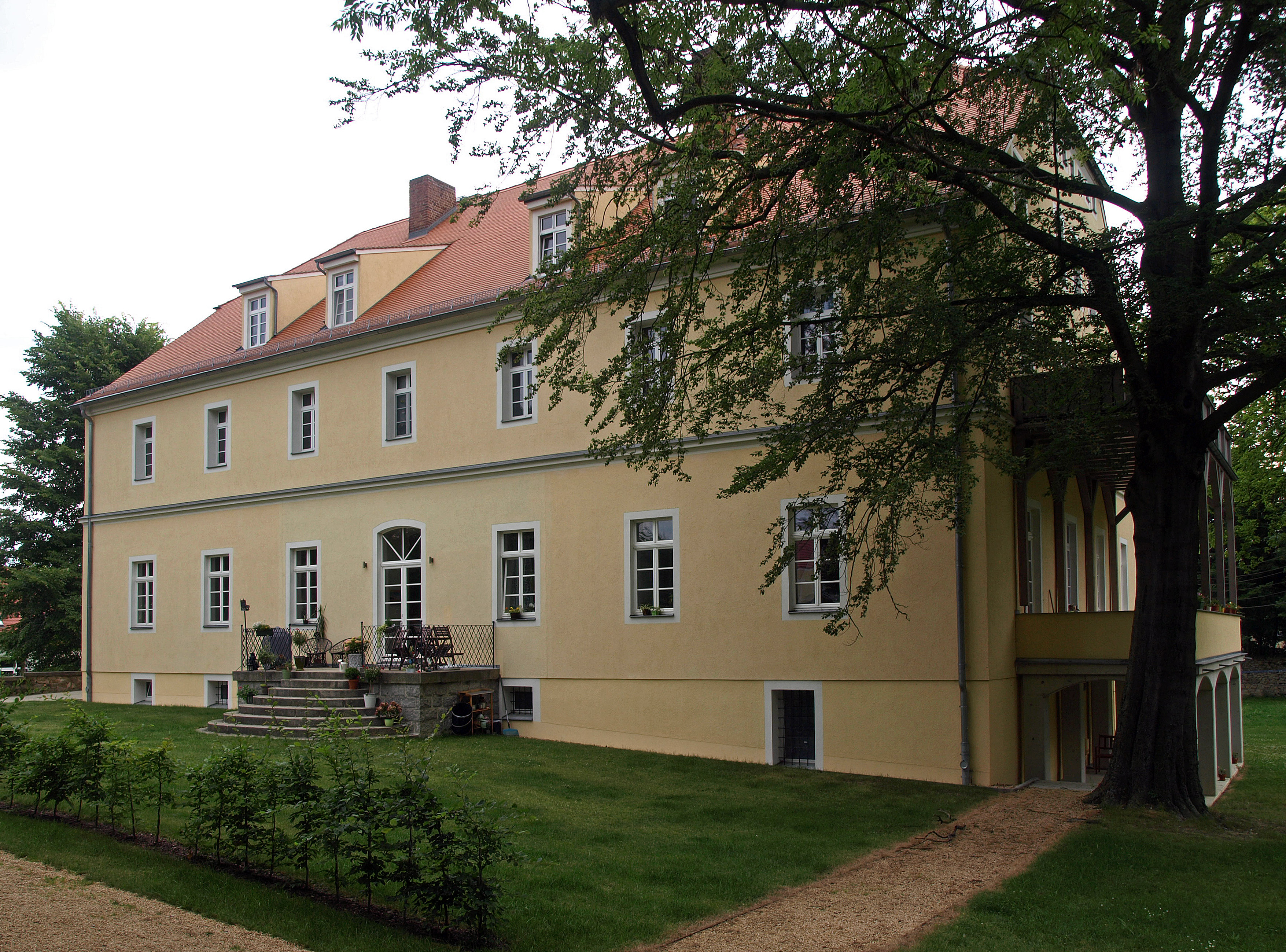
Schloss Arnsdorf, Hofseite (2014)

Das Schloss Arnsdorf ist ein Barockschloss in Arnsdorf, einem Ortsteil der Gemeinde Vierkirchen im Landkreis Görlitz in der sächsischen Oberlausitz. Das Hauptgebäude des früheren Rittergutes Arnsdorf steht als bau- und ortsgeschichtlich bedeutsames Bauwerk unter Denkmalschutz.

## Architektur und Geschichte
Die erste urkundliche Erwähnung des Rittergutes in Arnsdorf erfolgte im Jahr 1525, das Schloss wurde im Kern im 18. Jahrhundert errichtet. Daneben entstanden ein Wirtschaftshof mit Wohngebäude und eine Orangerie.
Nach Alexander Duncker soll die Familie von Nostitz bereits 1668 kurz belehnt gewesen sein, dann ein Hans Wenzel von Gersdorff, folgend der bürgerliche Hauptmann Gottfried Bose. Mehrfach wechselten später die Gutsbesitzerfamilien, bis im Jahr 1789 das Gut von der Familie von Wiedebach und Nostitz-Jänkendorf gekauft wurde. Das Schloss wurde 1856 unter Karl (Carl) Friedrich Erdmann von Wiedebach und Nostitz-Jänkendorf (1810–1873) umgebaut, er war ebenso aktiver Kirchenpatron. Erbe war sein jüngerer Sohn, der preuß. Kammerherr, Zeremonienmeister, vormalige Landeshauptmann der preuß. Markgrafschaft Oberlausitz und Vorstandsmitglied des Familienverbandes, Paul von Wiedebach und Nostitz-Jänkendorf (1848–1923), verheiratet mit Hedwig von Seydewitz, Tochter der Hedwig von Kiesewetter und des Otto Theodor von Seydewitz. In dieser Zeit heirateten auch die Töchter des Hauses auf Arnsdorf, 1904 Elisabeth den Friedrich Freiherr König von und zu Warthausen, Marie 1907 Kurt von Kunow-Bomsdorf. Letzter Gutsherr vor den Enteignungen der Bodenreform 1945/1946 war der kgl. preuß. Major und Rechtsritter des Johanniterordens Harry von Wiedebach und Nostitz-Jänkendorf (1883–1957), er besaß ebenso die Güter in Wiesa und Thiemendorf; seine Ehefrau war Annemarie von Cleve. Ende der 1930er Jahre umfasste das Rittergut Arnsdorf 443 ha gesamt, davon 271 ha Waldbestand. Gutsverwalter waren der Förster Breitenfeldt und der Schwager des Eigentümers, Hans-Heinrich Schnorr von Carolsfeld (1905–1981), Ehemann der Irmgard von Wiedebach und Nostitz-Jänkendorf (1913–2010).
Nach dem Ende des Zweiten Weltkrieges wurden die Gutsbesitzer im Zuge der Bodenreform in der Sowjetischen Besatzungszone enteignet, letzter Besitzer war Harry von Wiedebach und Nostitz-Jänkendorf (1883–1957). Zu DDR-Zeiten befanden sich in dem Schloss eine Arztpraxis, ein Jugendclub und ein Kindergarten; der Gutspark wurde von der Arnsdorfer LPG bewirtschaftet. Zwischen 1996 und 2004 erwarb der jüngste Sohn des Harry von Wiedebach und Nostitz-Jänkendorf zunächst die umgebenden Waldflächen und später die Orangerie und das Herrenhaus zurück. Das Schloss wurde bis 2007 saniert und ist heute ein Mehrfamilienhaus.
Das Schloss ist ein verputzter zweigeschossiger Mauerwerksbau mit rechteckigem Grundriss und Krüppelwalmdach. Über dem Eingang befindet sich ein Sandsteinrelief mit den Wappen der Familien von Wiedebach und von Nostitz.

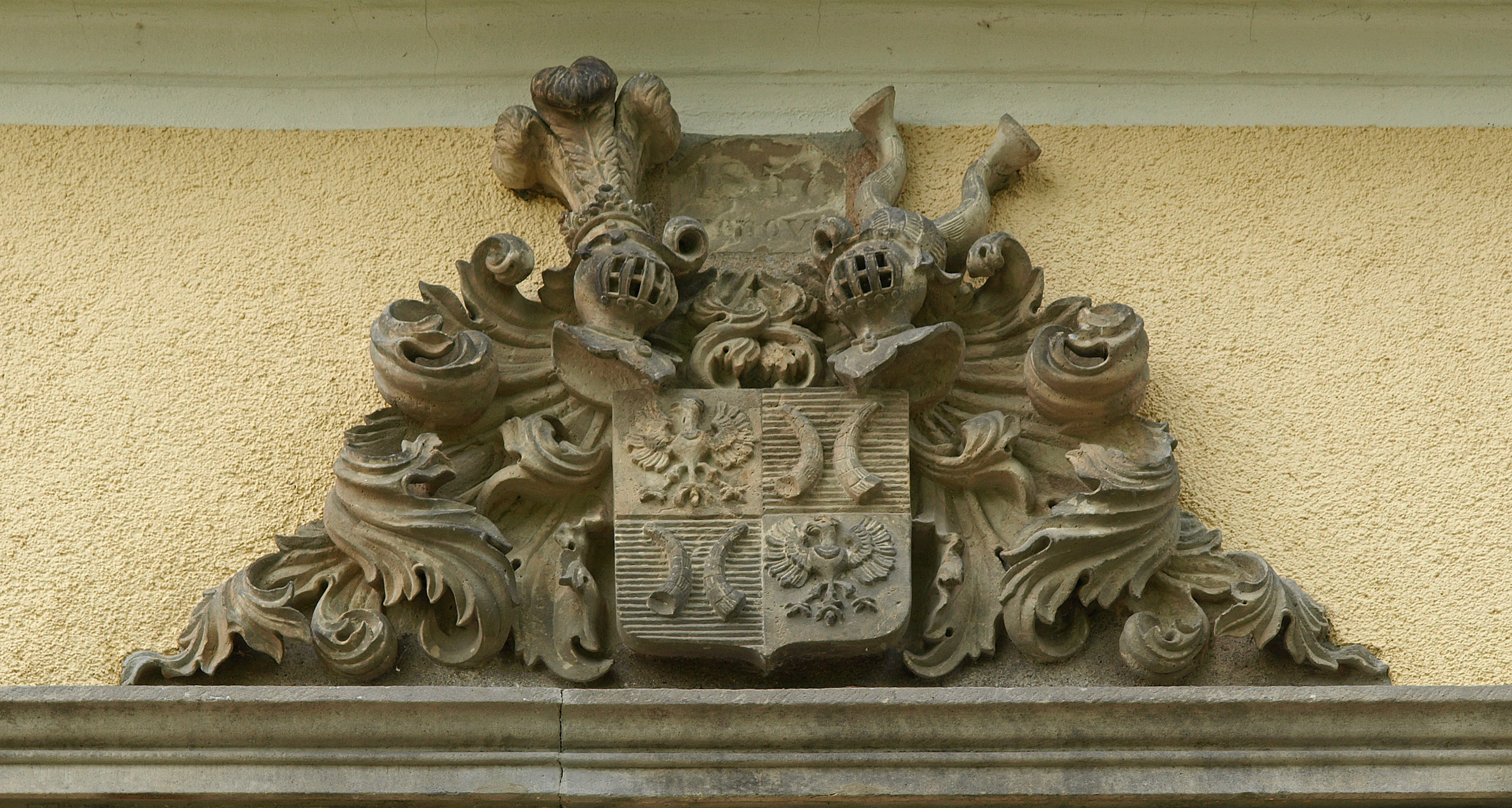
Wappen der Familie von Wiedebach. (2014).
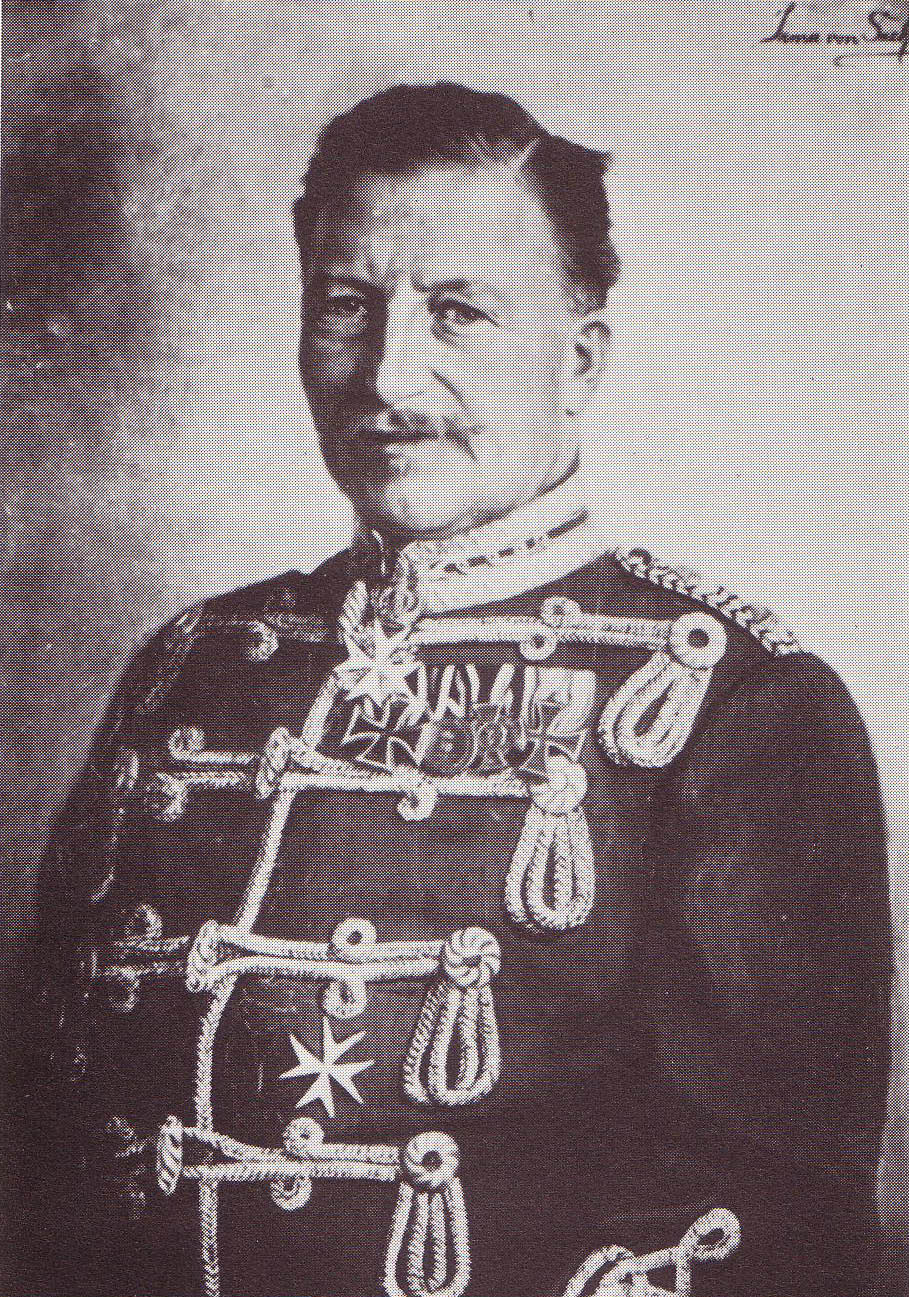
Karl von Wiedebach u. Nostitz-Jänkendorf. 1844 in Arnsdorf geboren.
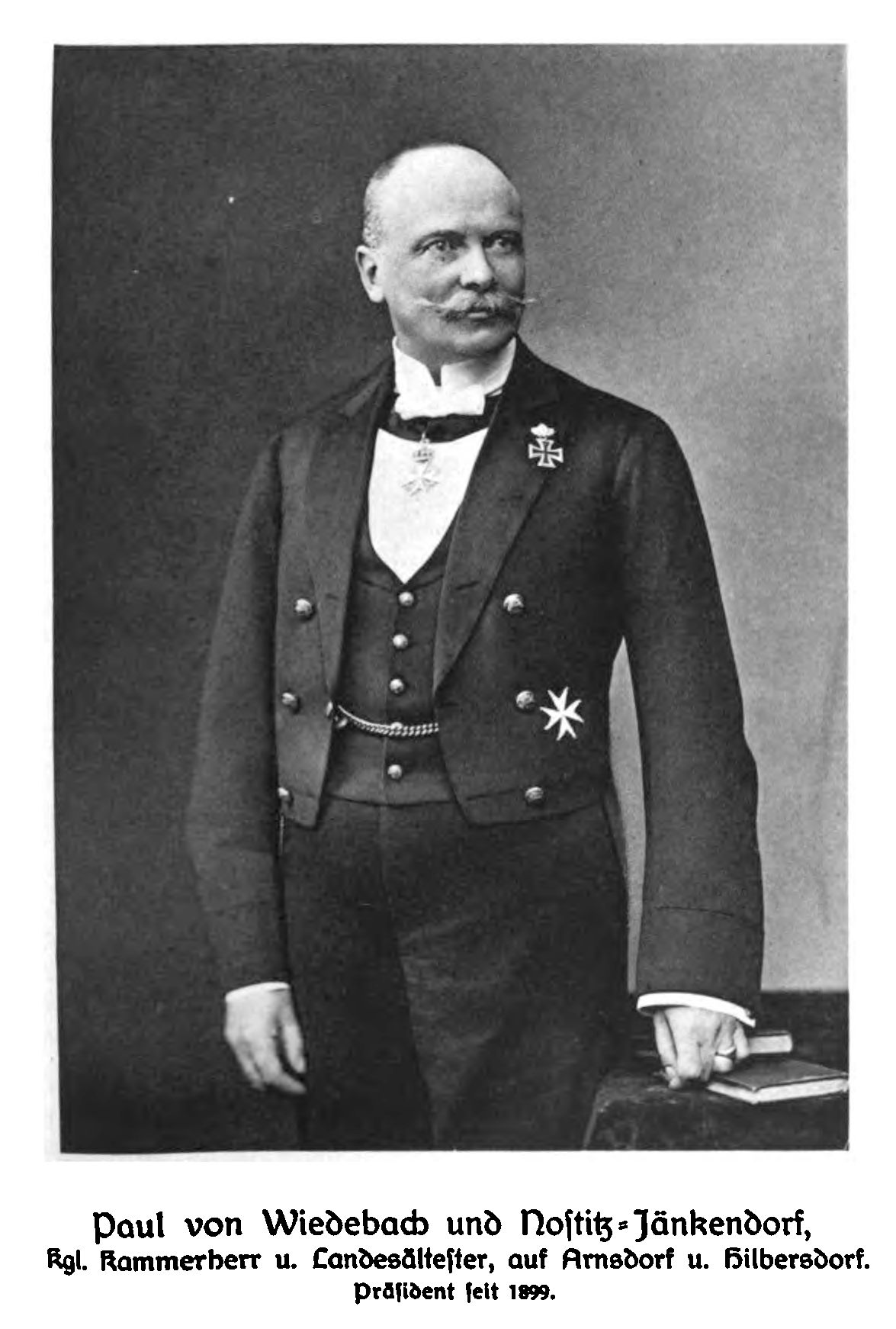
Paul von Wiedebach und Nostitz-Jänkendorf. 1848 in Arnsdorf geboren.
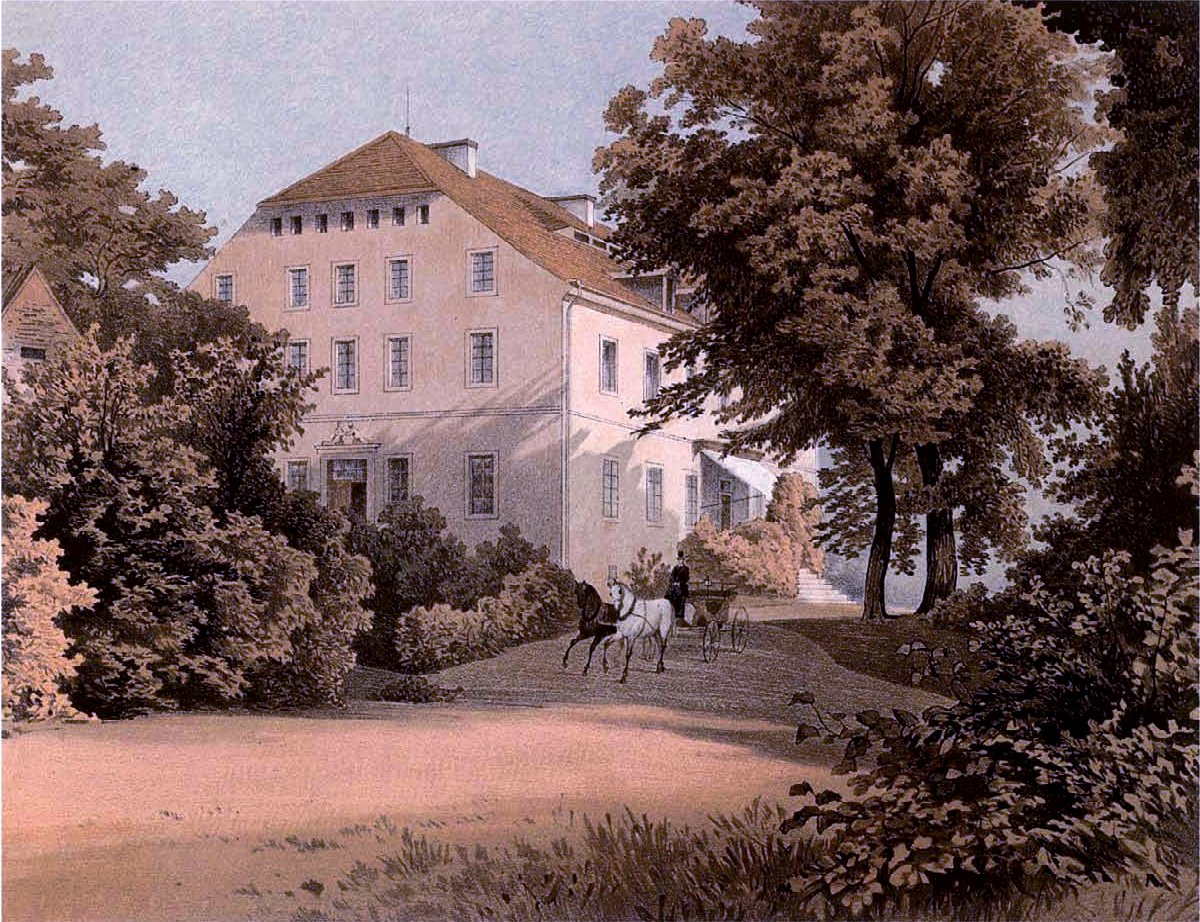
Schloss Arnsdorf. Um 1880. Sammlung Alexander Duncker. Berlin.
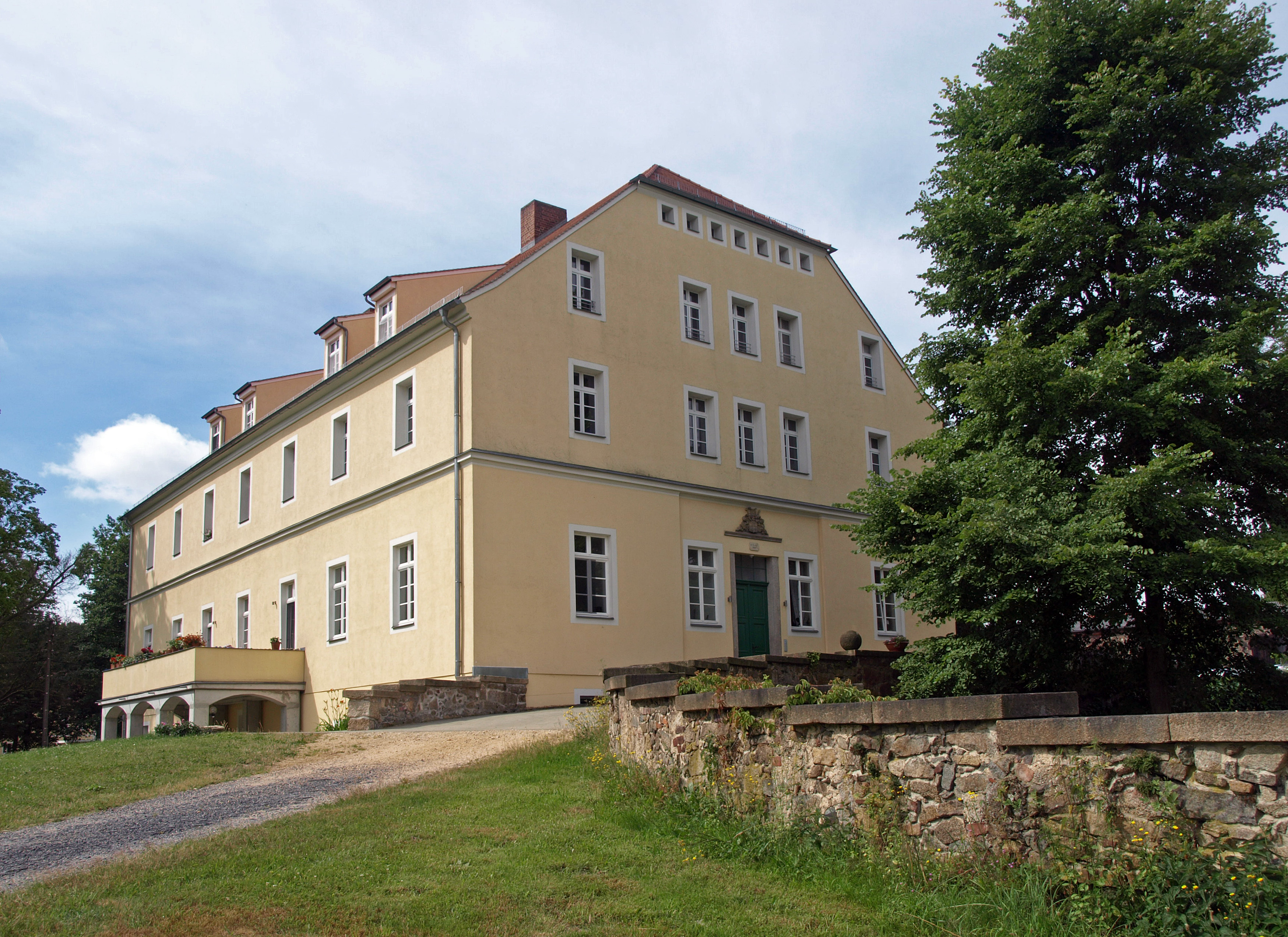
Schloss Arnsdorf, Parkseite (2014).

## Orangerie

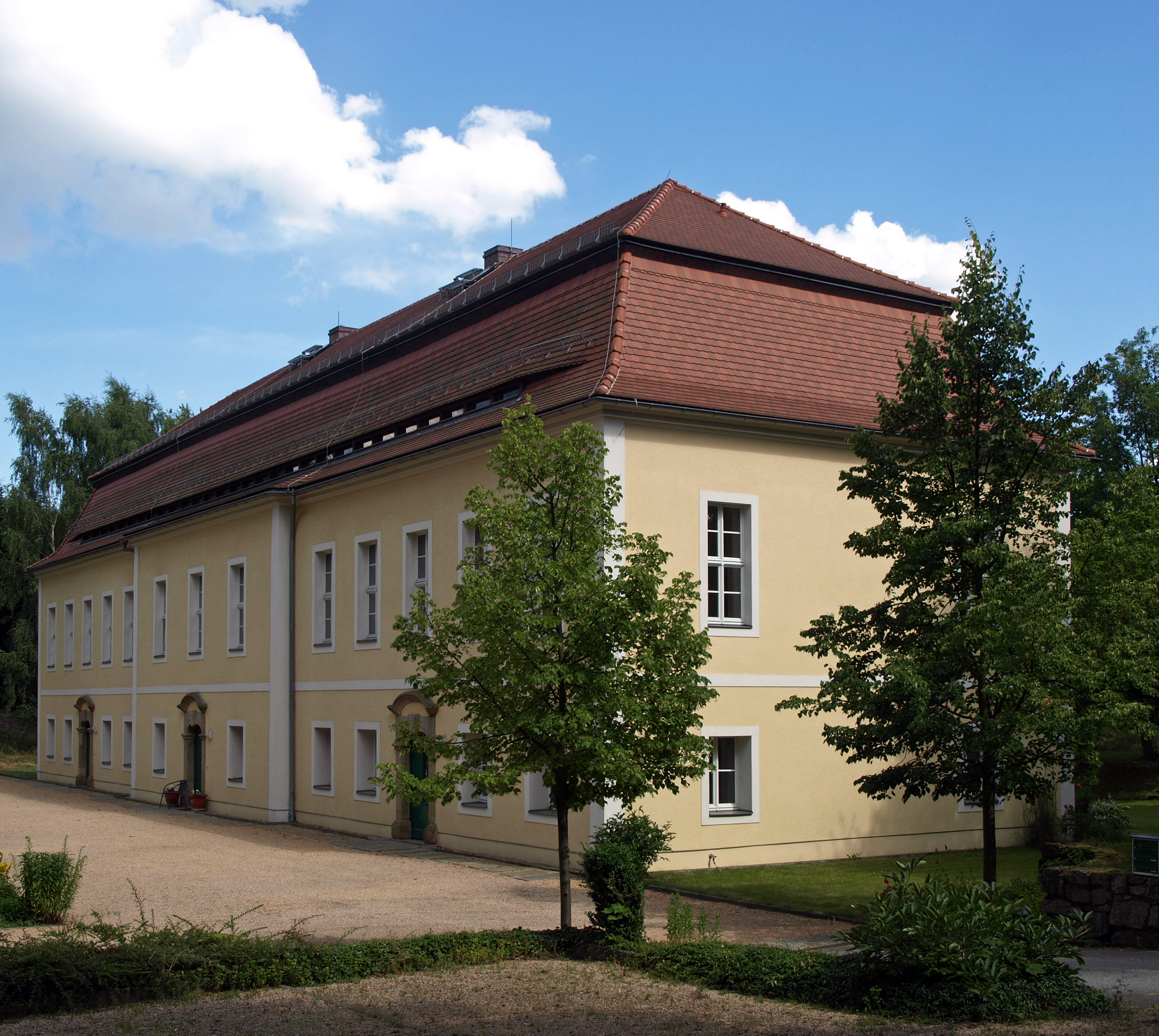
Orangerie (2014)

Die Orangerie wurde im 18. Jahrhundert zeitgleich mit dem Schloss errichtet und ist ein dreizehnachsiger verputzter Mauerwerksbau mit leicht hervorstehendem Mittelrisalit und Mansardwalmdach. Etwa 1996 wurde das Gut und Teile des Forstbestandes von der Familie des jüngsten Sohn des letzten Gutsbesitzers, Christoph von Wiedebach und Nostitz-Jänkendorf (1926–2010), erworben. Ihm folgte wiederum sein jüngster Sohn, Boris von Wiedebach und Nostitz-Jänkendorf und dessen Frau Katrin von Tippelskirch. Nach dem Rückkauf fand um 2000 eine Sanierung der Orangerie statt. Sie wird heute durch den jetzigen Eigentümer bewohnt.